# Kveller
Kveller (Salicornia europaea) eller Salturt er en 5-30 cm høj, enårig plante, som er stærkt bundet til saltprægede strandenge og vader. Den er medvirkende til at binde den slik, som opbygger marsken. Planten er sukkulent og indeholder høje koncentrationer af bordsalt og soda (15 %). Planten er spiselig og smager tydeligt af salt. Som følge af den forøgede interesse for raw food bruges den en del som bestanddel i salater m.m.

## Beskrivelse
Kveller er en enårig plante med en nedliggende til opstigende eller helt opret vækstform. Skuddene er hårløse, glasagtige og leddelte med opsvulmede led. Der findes både ugrenede og stærkt grenede individer. Bladene er reduceret til tykke skæl, der omslutter stænglen helt. Både skud og blade er almindeligvis lysegrønne, men mere eller mindre kraftig rødfarvning ses ofte.
Blomstringen sker i august-september, hvor blomsterne findes samlet i endestillede, aksagtige stande. De enkelte blomster er reducerede og uanselige med 3 lysegrønne blosterblade. Frugterne er kapsler med få, hårede frø.
Rodnettet består af en dybtgående pælerod og nogle få siderødder.
Højde x bredde og årlig tilvækst: 0,20 x 0,10 m (20 x 10 cm/år).

## Hjemsted
Kveller er udbredt langs alle lavvandede kyster i hele Europa. Desuden findes den inde i landet på steder, hvor høj fordampning koncentrerer salte i jordoverfladen. Den er derfor nøje knyttet til lysåbne, oversvømmede voksesteder med høj saltkoncentration, højt pH og ret lavt næringsindhold i jorden.
På danske strandenge findes arten sammen med bl.a. engelskgræs, dansk kokleare, harril, spydmælde, strandannelgræs, strandasters, strandtrehage, strandtusindgylden, strandvejbred og vingefrøet hindeknæ
| Portal | Portal:Botanik |

## Note
1. ↑  Skov- og Naturstyrelsen: Strandenge – en beskyttet naturtype. Værket er også udgivet i bogform, nemlig i 2000, ISBN 87-12-03554-8